# Igor Flores
Igor Flores Galarza (Urdiain, 5 december 1973) is een Spaans voormalig wielrenner.
Flores, die in zijn profcarrière enkel voor Euskaltel-Euskadi uitkwam, droeg in de Ronde van Frankrijk 2002 de rode lantaarn door als 153e te eindigen.
Zijn jongere broer  Iker lukte het in 2005 eveneens om als laatste te eindigen.

## Belangrijkste overwinningen
1997
- 8e etappe Ruta Azteca

2001
- 4e etappe Ronde van La Rioja

2002
- Trofeo Alcudia (Challenge Mallorca)

## Resultaten in voornaamste wedstrijden
| Jaar | Ronde van Italië | Ronde van Frankrijk | Ronde van Spanje |
| ---- | ---------------- | ------------------- | ---------------- |
| 1999 |                  |                     | 75e              |
| 2001 |                  |                     | 65e              |
| 2002 |                  | 153e (laatste)      |                  |

| Jaar | Milaan-San Remo |
| ---- | --------------- |
| 1999 |                 |
| 2001 | 71e             |
| 2002 | 22e             |